# Flughafen Adisumarmo (Surakarta)

i8
i11
i13
Der internationale Flughafen Adisumarmo (indonesisch Bandara Internasional Adisumarmo, IATA-Code: SOC, ICAO-Code: WARQ) ist der Flughafen der indonesischen Stadt Surakarta (Solo) in Zentral-Java. Der Flughafen ist auch unter dem Begriff Flughafen Solo (Solo=ugs. für Surakarta) bekannt.
Bis zur Modernisierung und Erweiterung des inzwischen geschlossenen Flughafens Adisucipto in Yogyakarta war er der einzige internationale Flughafen in Zentral-Java und nahm fast den gesamten touristischen Verkehr für diese Region auf. Mit der Eröffnung des Internationalen Flughafens Yogyakarta ist die Bedeutung des Flughafens Adisumarmo weiter gesunken.
Der Flughafen ist ein wichtiger Stützpunkt des indonesischen Militärs.
Anfang 2007 befanden sich zwei Vorfelder (Militär/Zivilluftfahrt) in Betrieb. Das kleine Gebäude für die Abfertigung der Passagiere befand sich südlich der Piste. Das neue Fluggastgebäude nördlich der Start- und Landebahn wurde nach 2007 in Betrieb genommen.
Es existiert kein Rollweg parallel zur Runway. Deshalb dürfen sich nie zwei Flugzeuge gleichzeitig auf der einzigen Start- und Landebahn befinden – somit müssen die Bodenbewegungen der Flugzeuge entsprechend koordiniert werden.

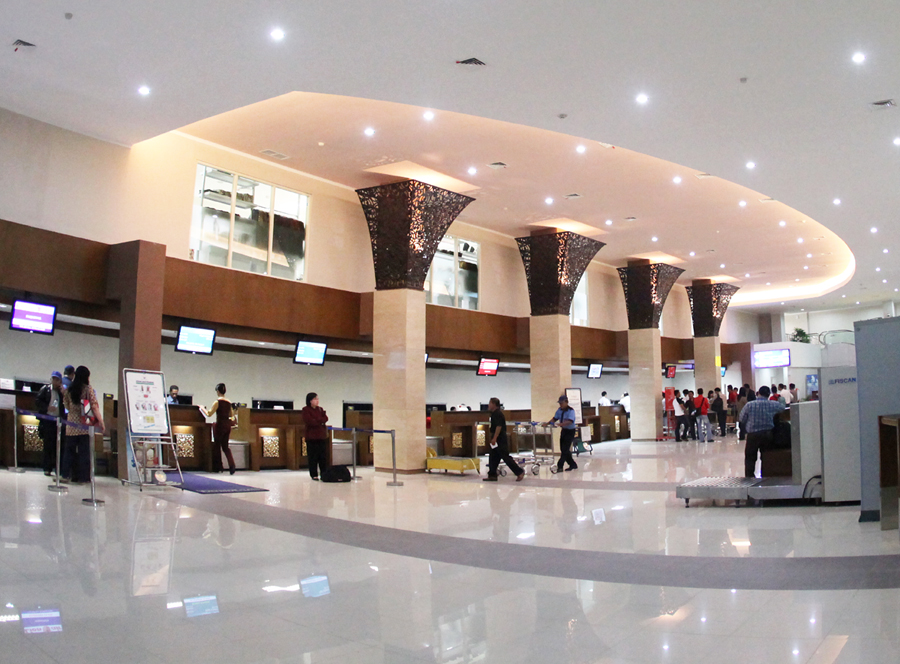
Flughafenschalter im Mai 2011
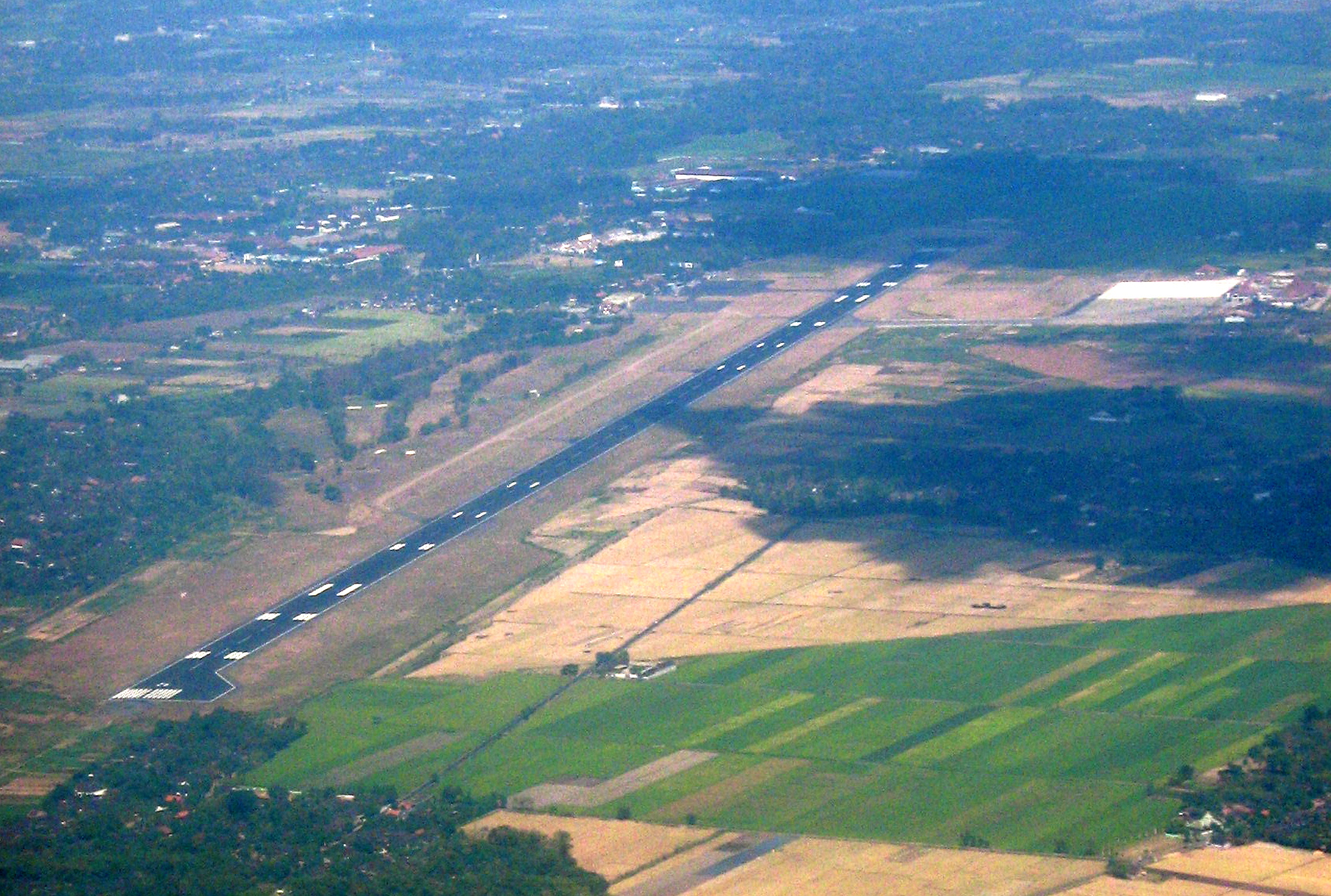
Flughafengelände aus der Vogelperspektive

## Zwischenfälle
- Am 30. November 2004 verunglückte eine McDonnell Douglas MD-82 (PK-LMN), als sie bei der Landung auf dem Flughafen Surakarta infolge von Rückenwind und Aquaplaning über die Landebahn hinausschoss. Bei diesem Unfall verloren 23 Passagiere und 2 Besatzungsmitglieder ihr Leben (siehe auch Lion-Air-Flug 583).[2]